# Dewberry
Dewberry är en ort i Kanada.   Den ligger i provinsen Alberta, i den centrala delen av landet, 2 600 km väster om huvudstaden Ottawa. Dewberry ligger 599 meter över havet och antalet invånare är 201.
Terrängen runt Dewberry är platt. Trakten runt Dewberry är nära nog obefolkad, med mindre än två invånare per kvadratkilometer.. Närmaste större samhälle är Marwayne, 14,3 km öster om Dewberry.
Trakten runt Dewberry består till största delen av jordbruksmark.